# Ricardo Peña
Pour les articles homonymes, voir Peña.
Peña  Salas est un nom espagnol. Le premier nom de famille, en général paternel, est Peña ; le second, en général maternel, souvent omis, est Salas.
Ricardo Peña Salas, né le 30 juin 2001, est un coureur cycliste mexicain. Il participe à des compétitions sur route et sur piste.

## Palmarès sur route

### Par année
- 2018
  -  Médaillé d'argent du championnat panaméricain sur route juniors
- 2019
  -  Champion du Mexique sur route juniors
  -  Médaillé d'argent du championnat panaméricain sur route juniors
- 2021
  -  Médaillé de bronze du championnat panaméricain sur route espoirs[1],[2]
- 2022
  - 2e étape de la Vuelta de la Juventud Mexicana

### Classements mondiaux
| Année                                 | 2021 |
| ------------------------------------- | ---- |
| Classement mondial                    | 728e |
| UCI America Tour                      | 80e  |
|                                       |      |
| Légende : nc = non classéSource : UCI |      |

## Palmarès sur piste

### Coupe des nations
- 2021
  - 3e de la poursuite par équipes à Cali
- 2022
  - 2e de l'américaine à Cali

### Championnats panaméricains
- Lima 2021
  -  Médaillé d'argent de la poursuite par équipes
- San Juan 2023
  -  Médaillé de bronze de l'américaine
- Los Angeles 2024
  -  Médaillé de bronze de l'omnium

### Jeux panaméricains
- Santiago 2023
  -  Médaillé d'or de l'américaine (avec Fernando Nava)
  -  Médaillé d'argent de l'omnium

### Championnats nationaux
- 2020
  - 2e du championnat du Mexique de poursuite par équipes
- 2021
  -  Champion du Mexique de l'omnium
  - 3e du championnat du Mexique de poursuite par équipes
- 2023
  -  Champion du Mexique de l'élimination
  - 2e du championnat du Mexique de poursuite par équipes
  - 3e du championnat du Mexique du scratch
  - 3e du championnat du Mexique de l'omnium